# 劉英 (弘治進士)
劉英（1460年—？），字宗哲，山东莱州府掖县人，民籍，明朝政治人物。同進士出身。

## 生平
成化二十二年（1486年）丙午科山東鄉試第七十一名舉人。弘治十二年（1499年），登己未科會試第三百名，三甲一百三十名進士，授束鹿县知县，调雄县，剛直明敏，慷慨敢言。礼士愛民，令行禁止。官至知州。

## 家族
曾祖劉安；祖劉篪；父劉忠。母侯氏。慈侍下。弟宗友、宗達、宗适、宗守。